# Kiel Reijnen
Kiel Reijnen (Bainbridge Island, 1º giugno 1986) è un ex ciclista su strada statunitense, professionista dal 2008 al 2021.

## Palmarès
- 2010 (Jelly Belly presented by Kenda, due vittorie)

1ª tappa Tour of Thailand
Classifica generale Tour of Thailand
- 2011 (Team Type 1-Sanofi, cinque vittorie)

Prologo Tour du Rwanda (cronometro)
1ª tappa Tour du Rwanda
2ª tappa Tour du Rwanda
4ª tappa Tour du Rwanda
Classifica generale Tour du Rwanda
- 2013 (UnitedHealthcare Pro Cycling Team, tre vittorie)

Philadelphia International Championship
Bucks County Classic
4ª tappa Tour of the Gila
- 2014 (UnitedHealthcare Professional Cycling Team, due vittorie)

Philadelphia International Championship
1ª tappa USA Pro Cycling Challenge
- 2015 (UnitedHealthcare Professional Cycling Team, due vittorie)

1ª tappa Tour of Utah
3ª tappa USA Pro Cycling Challenge

### Altri successi
- 2014 (UnitedHealthcare Professional Cycling Team)

Clarendon Cup (criterium)
Crystal Cup (criterium)
Classifica punti USA Pro Cycling Challenge
- 2015 (UnitedHealthcare Professional Cycling Team)

Classifica punti USA Pro Cycling Challenge
Classifica scalatori Tour de Langkawi

## Piazzamenti

### Grandi Giri
- Vuelta a España

2016: 132º
2018: 135º
2019: 141º
2021: ritirato (15ª tappa)

### Classiche monumento
- Milano-Sanremo

2012: 75º
2014: 77º
2017: 143º
2018: 115º
- Giro delle Fiandre

2017: 107º
2018: ritirato
2019: ritirato
2020: ritirato
- Liegi-Bastogne-Liegi

2016: 151º
- Giro di Lombardia

2017: ritirato

### Competizioni mondiali
- Campionati del mondo su strada

Bergen 2017 - In linea Elite: 109º